# Heliobolus neumanni
Heliobolus neumanni är en ödleart som beskrevs av  Gustav Tornier 1905. Heliobolus neumanni ingår i släktet Heliobolus och familjen lacertider. Inga underarter finns listade i Catalogue of Life.
Arten förekommer från Etiopien till Tanzania. Honor lägger ägg.